# Amphylaeus obscuriceps
Amphylaeus obscuriceps är en biart som först beskrevs av Heinrich Friese 1924.  Amphylaeus obscuriceps ingår i släktet Amphylaeus och familjen korttungebin. Inga underarter finns listade i Catalogue of Life.

## Bildgalleri

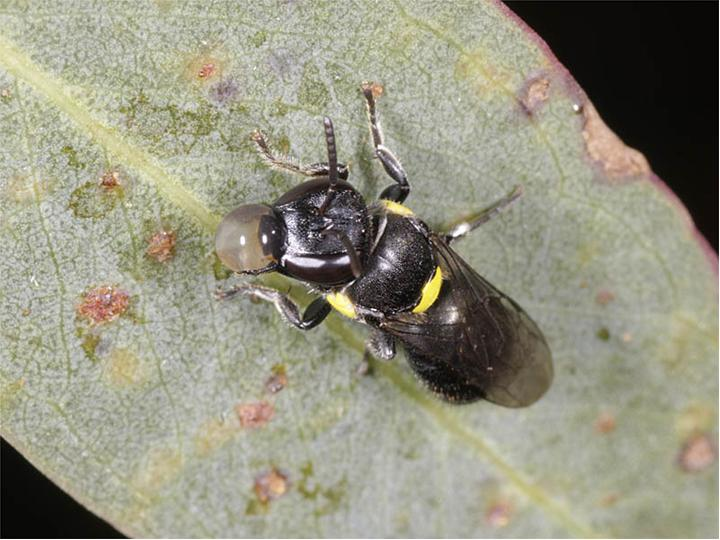
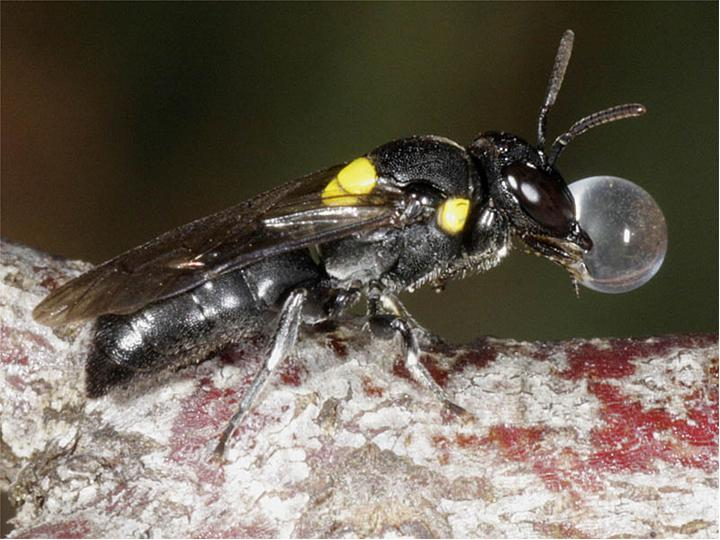
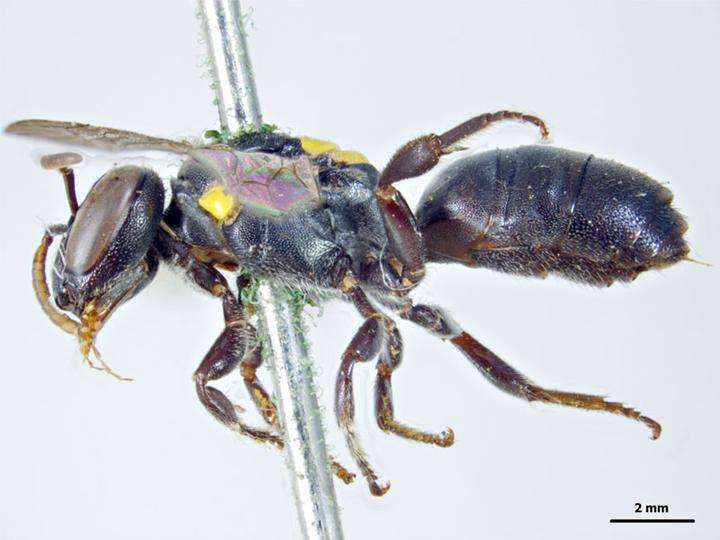
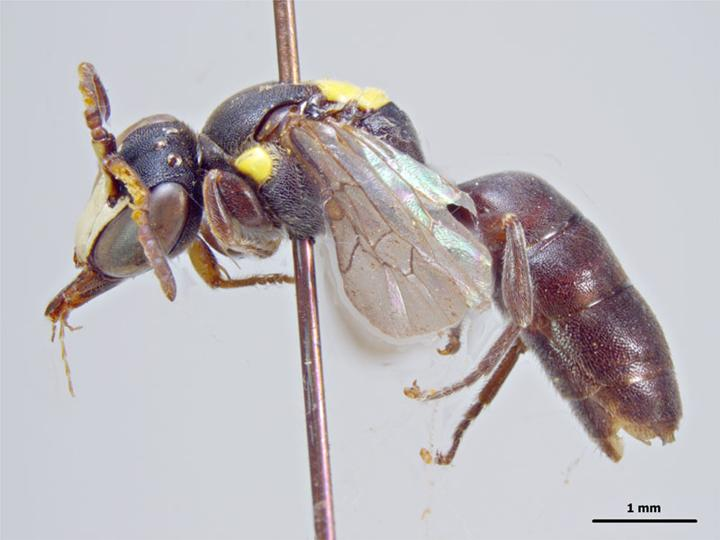
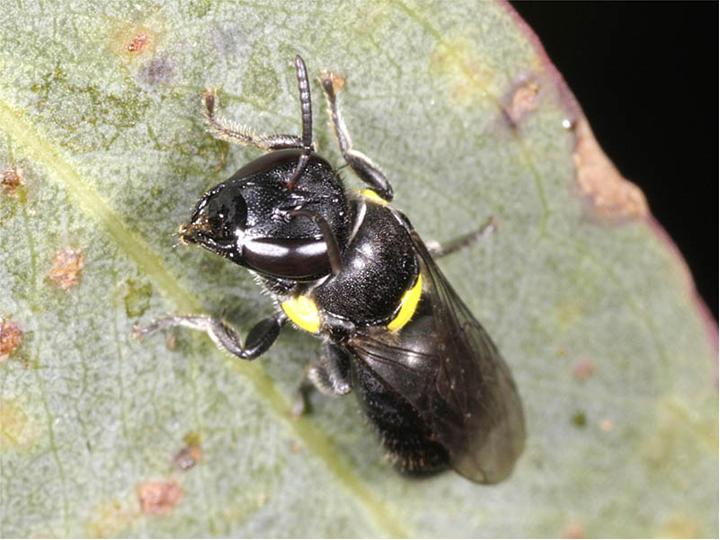